# Colea bernieri
Colea bernieri là một loài thực vật có hoa trong họ Chùm ớt. Loài này được Baill. ex H.Perrier mô tả khoa học đầu tiên năm 1938.